# 兰斯·拉森
兰斯·拉森（英語：Lance Larson，1940年7月3日—2024年1月19日），美国男子游泳运动员。他曾代表美国参加1960年夏季奥林匹克运动会游泳比赛，获得男子4×100米混合泳接力金牌和男子100米自由泳银牌。